# Miltochrista flavoplagiata
Miltochrista flavoplagiata là một loài bướm đêm thuộc phân họ Arctiinae, họ Erebidae.